# Марцано Апио
Марцано Апио (итал. Marzano Appio) је насеље у Италији у округу Казерта, региону Кампанија.
Према процени из 2011. у насељу је живело 3087 становника. Насеље се налази на надморској висини од 296 м.

## Становништво
| 1951. | 1961. | 1971. | 1981. | 1991. | 2001. | 2011. |
| ----- | ----- | ----- | ----- | ----- | ----- | ----- |
| 4.141 | 4.084 | 3.272 | 3.316 | 3.204 | 3.087 | 2.345 |